# التقسيم إلى مناطق

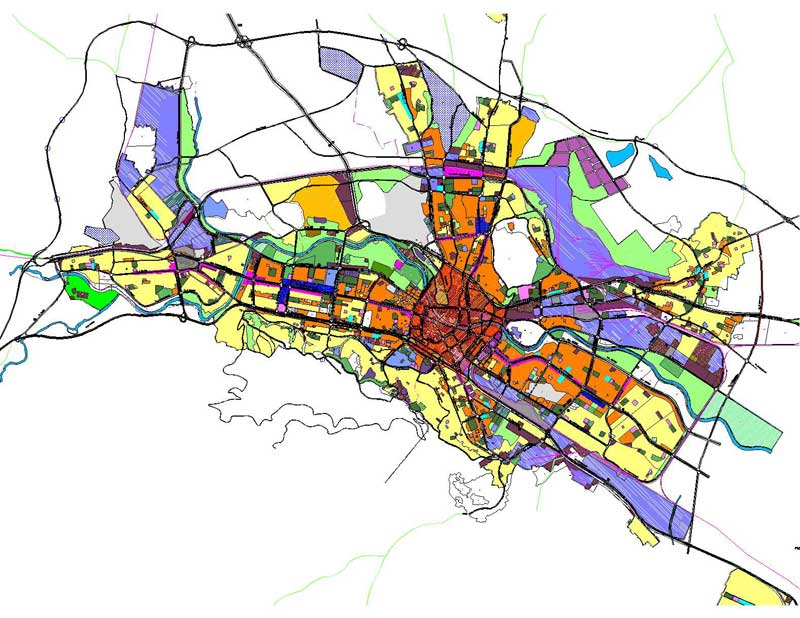
على مخطط التقسيم إلى مناطق الخاص بالخطة المكانية العامة لمدينة إسكوبية في مقدونيا الشمالية. يتم تمثيل التقسيم الحضري المختلف بلون مختلف.

التَّنطيق أو التقسيم إلى مناطق هو إحدى وسائل تخطيط استخدام الأراضي التي تستخدمها الحكومات المحلية في أغلب الدول المتقدمة. والكلمة مشتقة من الممارسة المتعلقة بتخصيص استخدامات تم ترخيصها للأراضي بناءً على مناطق تم تخطيطها تفصل إحدى مجموعات استخدامات الأرض عن الأخرى. وقد يكون التقسيم إلى مناطق قائمًا على الاستخدام (تنظيم الاستخدامات التي تتحدد لكل قطعة أرض)؛ أو قد ينظم ارتفاع المباني أو تغطية الأرض أو الخصائص المشابهة أو مجموعات ما من تلك العناصر. وقد اقتضت أساليب التخطيط المدني المشابهة استخدام مناطق متعددة لأغراض محددة في مدن عديدة من العصور القديمة.

## المجال
نظريًا، يكمن الغرض الأساسي من التقسيم إلى مناطق في تمييز الاستخدامات التي يُرى أنها غير متوافقة. وعمليًا، يُستخدم التقسيم إلى مناطق لمنع تعارض عملية التطوير الجديد مع السكان أو الأعمال التجارية الحالية وللحفاظ على «هوية» مجتمع ما. عادة ما يتم التحكم في عملية التقسيم إلى مناطق من جانب الحكومات المحلية مثل المحافظات أو البلديات، على الرغم من أن طبيعة نظام التقسيم إلى مناطق يمكن تحديدها أو وضع حدودها بواسطة الدولة أو هيئات التخطيط الوطنية أو من خلال التشريعات التمكينية. وفي أستراليا، لا تخضع الأراضي التي تتحكم فيها حكومة (الاتحادية) الكومنولث لضوابط التخطيط الخاصة بالدولة. وتتشابه الولايات المتحدة والدول الاتحادية الأخرى. ويتم تنظيم التقسيم إلى مناطق والتخطيط الحضري في فرنسا وألمانيا وفقًا للقوانين الوطنية أو الاتحادية. وفي ألمانيا، يشمل هذا القانون محتويات خطط التقسيم إلى مناطق وكذلك الإجراءات القانونية.
قد يشمل التقسيم إلى مناطق تنظيم أنواع الأنشطة التي ستكون مقبولة على قطع أراضي محددة (مثل المساحات المكشوفة السكنية أو الزراعية أو التجارية أو الصناعية)، والكثافات التي يمكن تنفيذ هذه الأنشطة بها (تتفاوت بين الإسكان منخفض الكثافة مثل المنازل التي تتألف من أسرة واحدة إلى الكثافة المرتفعة مثل المباني السكنية العالية)، وارتفاع المباني والمساحة التي قد تشغلها هذه المباني وموقع المبنى على الأرض (الارتدادات)، ونسب أنواع الأماكن على قطعة الأرض، مثل مقدار المساحة التي سيكون بها مناظر طبيعية والأسطح غير المنفذة والحارات المرورية والطقس وما إذا كان هناك مكان لانتظار السيارات من عدمه. في ألمانيا، يتضمن تقسيم المناطق تصميم المبنى ومنطقة خضراء محددة بدقة ولوائح التعويض. تختلف تفاصيل كيفية تضمين أنظمة التخطيط الفردية لتقسيم المناطق في أساليبها التنظيمية على الرغم من تماثل الهدف منها. على سبيل المثال، في ولاية فيكتوريا الأسترالية، ترتبط مناطق استخدام الأرض بنظام خاص بشفافات تتعلق ببرنامج التخطيط لتمثيل تعددية العوامل المؤثرة على النتائج المدنية المرغوب فيها في أي موقع.
أغلب نظم تقسيم المناطق لها أسلوب في منح التصريحات (باستثناء قواعد تقسيم المناطق)، عادةً بسبب بعض الصعوبات الملحوظة التي تسببها الطبيعة الخاصة للملكية المعنية.
بشكل أساسي، تندرج المناطق المدنية تحت إحدى الفئات الخمس الأساسية: السكنية والسكنية-التجارية المختلطة والتجارية والصناعية والخاصة (مثلاً مصانع الطاقة والمجمعات الرياضية والمطارات ومراكز التسوق وما إلى ذلك.) قد تحتوي كل فئة على عدد من الفئات الفرعية، على سبيل المثال، في الفئة التجارية قد يكون هناك مناطق منفصلة لتجارة التجزئة الصغيرة وتجارة التجزئة الكبيرة والاستخدام المكتبي والإسكان وخلاف ذلك، بينما في الفئة الصناعية يمكن تقسيمها إلى التصنيع الثقيل والتجميع الخفيف واستخدامات المستودعات. في ألمانيا، لكل فئة حد معين لإصدار الضوضاء (كجزء من قانون الانبعاثات الاتحادي وليس قانون المباني).
في الولايات المتحدة الكندية، على سبيل المثال، قد يكون للمناطق السكنية الفئات الفرعية التالية:
1. الإشغالات السكنية التي تحتوي على وحدات نوم التي عادةً ما يقيم فيها السكان بشكل مؤقت، ومن ضمنها : منازل الإيجار المفروشة والفنادق والموتيلات
2. الإشغالات السكنية التي تحتوي على وحدات للنوم أو أكثر من وحدتي سكن يقطنها ساكنوها بشكل دائم في المعتاد، ويتضمن ذلك: الشقق ومنازل الإيجار المفروشة والأديرة ومساكن النوم.
3. الإشغالات السكنية التي يقطنها ساكنوها بشكل دائم في المعتاد وغير المصنفة في المجموعات R-1 أو R-2 أو R-4 أو I، ويتضمن ذلك: المباني التي لا تحتوي على أكثر من وحدتي سكن ومرافق رعاية الكبار لخمسة أشخاص أو أقل لمدة 24 ساعة.
4. الإشغالات السكنية التي تم تجهيز الأبنية فيها لتكون منشآت رعاية سكنية/معيشية مدعومة تتضمن ما بين خمسة سكان وستة عشر ساكنًا.

التقسيم المشروط للمباني يسمح بزيادة المرونة ويتيح للبلديات قدرة الاستجابة للمميزات الفريدة لأحد تطبيقات استخدام الأراضي. الاستخدامات التي قد لا يكون مسموحًا بها بموجب التقسيم الحالي للمناطق، مثل المدرسة أو مركز المجتمع يمكن السماح بها من خلال التقسيم المشروط للاستخدامات.

## الولايات المتحدة

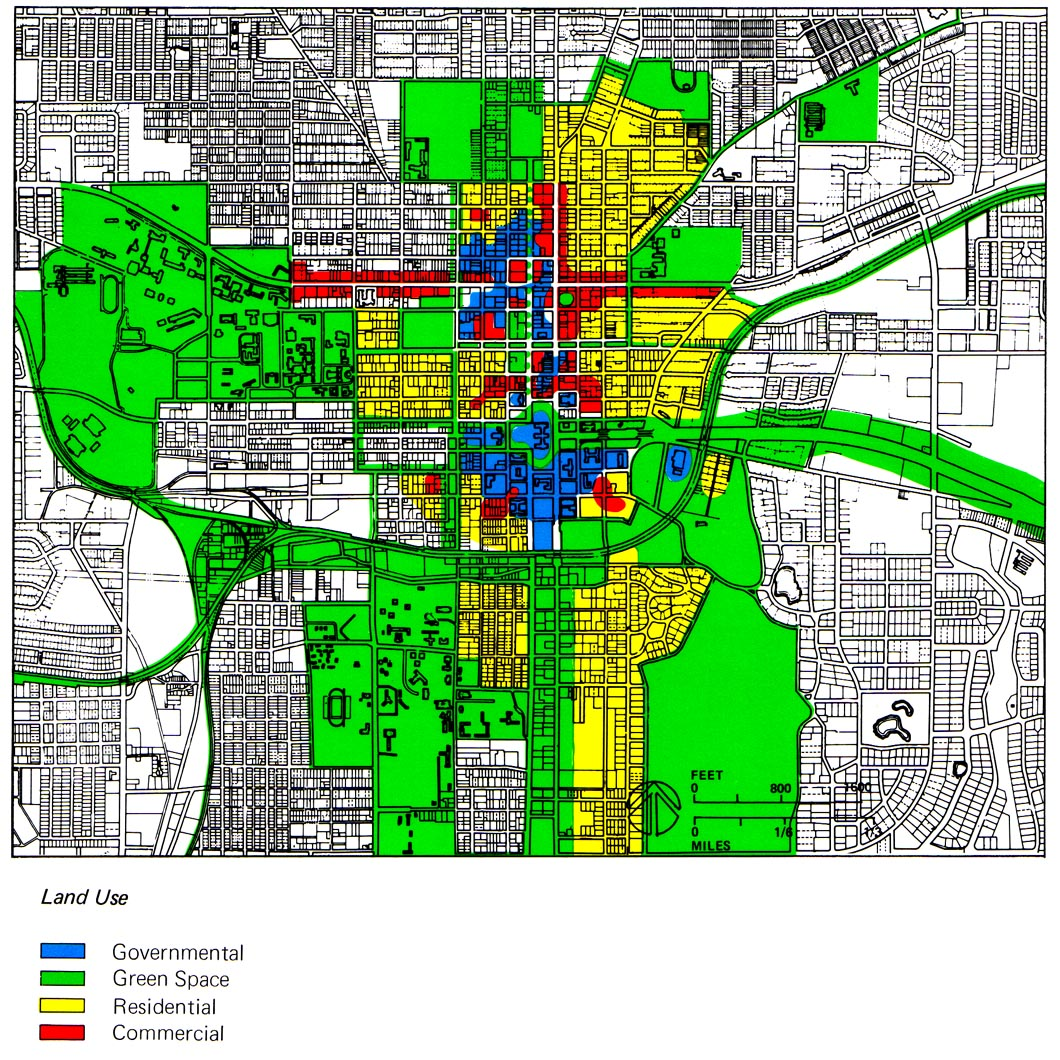
مخطط تقسيم المناطق لمركز تالاهاسي، الولايات المتحدة الأمريكية.

بموجب حقوق قوة الشرطة، قد تمارس حكومات الولايات صلاحياتها على أملاك ثابتة خاصة. بهذه القدرة، وُضعت القوانين واللوائح الخاصة منذ وقتٍ طويل لحظر الأماكن التي يمكن فيها تنفيذ نوع محدد من الأعمال. في عام 1916، تبنت مدينة نيويورك لوائح تقسيم المناطق الأولى لتطبيقها على نطاق المدينة كرد فعل لمبنى Equitable Building الذي فاق ارتفاع المساكن المجاورة، مما أدى إلى تضاؤل مدى توفر ضوء الشمس. تضع هذه القوانين نمطًا لتقسيم المناطق في باقي أنحاء الدولة. استمرت مدينة نيويورك في تطوير لوائح أكثر تعقيدًا بكثير، منها لوائح نسبة مساحة الأرضية وحقوق الهواء ولوائح أخرى لأحياء محددة.
تم تأييد دستورية مراسيم تقسيم المناطق من قِبل المحكمة العليا للولايات المتحدة في حالة 1926 قرية إقليدس، أوهايو، شركة Ambler Realty.
من بين المدن الكبيرة المأهولة بالسكان في الولايات المتحدة، تتميز هيوستن بعدم تقسيم المناطق فيها مراسيم. ولكن، يتم تنظيم استخدام الأراضي بأساليب أخرى.

### أنواع تقسيم المناطق في الولايات المتحدة
تطورت قوانين تقسيم المناطق عبر السنين بتغير نظرية التخطيط المدني، وتقلب القيود القانونية وتحول الأولويات السياسية. تنقسم التوجهات المتعددة لتقسيم المناطق إلى أربع فئات كبيرة: التوجه الإقليدسي وتوجه الأداء وتوجه الدافع والتوجه القائم على الشكل.
مسمى حسب قانون تقسيم المناطق الذي تتبناه بلدة يوكليد وموافق عليه في قرار المعالم الصادر عن المحكمة العليا للولايات المتحدة، بلدة إقليدس، أوهايو، شركة Ambler Realty.‌، يتميز التقسيم الإقليدي للمناطق بتمييز استخدامات الأرض إلى قطاعات جغرافية محددة ومعايير متعددة الأبعاد تعين حدود نشاط التنمية في كل نوع من القطاعات. تشمل المزايا الفعالية النسبية وسهولة التطبيق والسوابق القانونية المحددة منذ وقت طويل والألفة. على الرغم من ذلك، انتُقد التقسيم الإقليدي للمناطق لافتقاده للمرونة وإضفاء الطابع المؤسسي على نظرية التخطيط القديمة.
يستخدم تقسيم المناطق حسب الأداء ،المعروف أيضًا باسم «التخطيط القائم على النتائج»، معايير قائمة على الأداء أو موجهة للأهداف لتحديد معلمات المراجعة لمشروعات التنمية المقترحة. يُقصد من تقسيم المناطق حسب الأداء توفير المرونة والتناسب والشفافية والمسؤولية وتجنب التعسف للتوجه الإقليدي والتوظيف الأمثل لمبادئ السوق وحقوق الملكية الفردية مع حماية البيئة. كان من الصعوبات الحاجة إلى الحاجة لمستوى عالٍ من النشاط التقديري من جانب الجهة الإشرافية. لم يتم تقسيم المناطق حسب الأداء بشكل واسع في الولايات المتحدة الأمريكية.
بعد التنفيذ الأول له في شيكاغو ومدينة نيويورك، يُقصد من تقسيم المناطق التحفيزي توفير نظام قائم على المكافأة لتشجيع التنمية يلبي أهداف التنمية الحضرية المحددة. في المعتاد، يحدد الأسلوب مستوى أساسيًا من الحدود ونطاق مكافأة لإغراء المطورين لتضمين معايير التنمية المرغوب فيها.
يسمح تقسيم المناطق التحفيزي بدرجة كبيرة من المرونة، ولكن قد تكون إدارته معقدة.
تقدم القوانين القائمة على الشكل مرونة أكبر بكثير في استخدامات البناء من القوانين الإقليدية. لا تنظم القوانين القائمة على الشكل نوع استخدام الأرض، ولكن الشكل الذي قد يأخذه استخدام الأرض. على سبيل المثال، قد يؤكد تقسيم المناطق القائم على الشكل على الانتكاسات الطفيفة والكثافة العالية وقدرة وصول المشاة.

### النقد الموجه لقوانين تقسيم المناطق
يأتي الكثير من الانتقاد الموجه لقوانين تقسيم المناطق من هؤلاء الذين يرون القيود كانتهاك لحقوق الملكية. هناك جدل حول قدرة هيئات تقسيم المناطق ومجالس المدن بسهولة على تجريد أصحاب الأملاك من حقهم في الاستخدام الذي لا تواجهه العوائق لأراضيهم.
هناك أيضًا جدل حيال عمل قوانين تقسيم المناطق ضد الكفاءة الاقتصادية وبالتالي عرقلة التنمية في اقتصاد حر. قد يعيق التقييد السيء لتقسيم المناطق الاستخدام الأمثل الفعال لمنطقة معينة. حتى بدون أي قيود أمام تقسيم المناطق، قد تنتقل مكبات النفايات، على سبيل المثال، إلى أراضٍ أرخص بدلاً من وجودها في منطقة سكنية. وكذلك، قد تُعيق قوانين تقسيم المناطق الصارمة التطورات الإبداعية مثل مباني الاستخدام المختلط وقد تؤدي إلى توقف الأنشطة غير الضارة مثل مبيعات الساحات.
ويُسمى في التقسيم الفرنسي للمناطق حسب الدخل بدلاً من الإسكان المختلط "zonage à l’américaine"‌ 

## المملكة المتحدة
التحكم في التنمية أو التحكم في التخطيط هو العنصر في نظام المملكة المتحدة تخطيط المدن والقرى الذي من خلاله تقوم الحكومة المحلية بتنظيم استخدام الأرض والمباني الجديدة. يعتمد ذلك على «النظام القائم على الخطة» الذي يمكن فيه صياغة خطط التنمية واستشارة العامة. تتطلب التنمية التالية إذن بناء، والذي يُمنح بالرجوع إلى خطة التنمية كاعتبار مادي.
هناك 421 جهات التخطيط المحلية(LPAs) في المملكة المتحدة. بشكل عام المنطقة الإدارية المحلية أو مجلس القطاع أو السلطة المركزية. التنمية التي تشمل شؤون التعدين أو المعادن أو التخلص من النفايات يتم التعامل معها بواسطة مجلس الدولة في في مقاطعة شاير. في الحدائق الوطنية، تقع مسؤولية تحديد تطبيقات التخطيط على عاتق هيئة الحديقة الوطنية.

## أستراليا
الإطار القانوني لتقسيم المناطق حسب استخدام الأرض في أستراليا تحدده الولايات والأقاليم، لذلك فإن لكل ولاية أو منطقة قوانين مختلفة لتقسيم المناطق. تتحدد مناطق استخدام الأرض بشكل عام في مستوى الحكومة المحلية، وكثيرًا ما تُسمى تصميمات التخطيط. في الواقع، على الرغم من أن حكومات الولايات لها القدرة المطلقة على إسقاط القرار المحلي. إلا أن هناك عمليات استئناف إدارية مثل VCAT لتحدي القرارات.
| الولاية / المنطقة | إطار التخطيط                                  | تنظيم استخدام الأرض         |
| ----------------- | --------------------------------------------- | --------------------------- |
| ACT               | خطة المنطقة 2008                              | سياسة استخدام الأرض         |
| NT                | قانون التخطيط                                 | رسم التخطيط                 |
| NSW               | قانون التخطيط والتقييم البيئي لسنة 1979       | الخطط البيئية المحلية (LEP) |
| QLD               | قانون التخطيط المستديم لسنة 2009              | رسومات التخطيط              |
| SA                | قانون التنمية لسنة 1993                       | خطة التنمية                 |
| TAS               | قانون تخطيط واعتماد استخدام الأراضي لسنة 1993 | رسومات التخطيط              |
| VIC               | قانون التخطيط والبيئة لسنة 1987               | رسومات التخطيط              |
| WA                | قانون التخطيط والتنمية لسنة 2005              | رسومات التخطيط              |

التخطيط القانوني المعروف أيضًا باسم تخطيط المدن أو التحكم في التنمية أو إدارة التنمية، يشير إلى الجزء من عملية التخطيط الخاص بتنظيم وإدارة التغيرات الطارئة على استخدام الأرض والتنمية. للتخطيط وتقسيم المناطق بعد سياسي كبير، مع انتقاد الحكومات كثيرًا لتفضيلها المطورين؛ وكذلك توجه رفض بناء المشاريع الجديدة لدى السكان في مناطقهم منتشر جدًا.

## نيوزيلندا
نظام التخطيط في نيوزيلاندا يعتمد على تقسيم المناطق حسب الأداء القائم على النتائج بموجب قانون إدارة الموارد.

## سنغافورة
تتم إدارة إطار حكم استخدام الأرض في سنغافورة بواسطة هيئة إعادة التنمية المدنية (URA) من خلال الخطة الرئيسية  الخطة الرئيسية هي وثيقة قانونية تنقسم إلى قسمين: الخطط والتصريح الكتابي. تبين الخطط تقسيم مناطق استخدام الأرض المسموح به في جميع أنحاء سنغافورة، في حين يقدم التصريح الكتابي تفسيرًا كتابيًا للمناطق المتاحة واستخداماتها المسموح بها.

## كتابات أخرى
- Bassett, E.M. الخطة الرئيسية، مع مناقشة نظرية تشريع تخطيط أراضي المجتمع. نيويورك: أساس راسل سايدج, 1938.
- Bassett, E. M. تقسيم المناطق. نيويورك: أساس راسل سايدج, 1940.

## وصلات خارجية
- Crenex – Zoning Maps – Links to zoning maps and planning commissions of 50 most populous cities in the US.
- New York City Department of City Planning – Zoning History
- Schindler's Land Use Page (Michigan State University Extension Land Use Team)
- Land Policy Institute at Michigan State University
- Zoning: A Reply To The Critics